# La Femme au couteau
Pour plus de détails, voir Fiche technique et Distribution.
La Femme au couteau est un film ivoirien réalisé en 1969 par Timité Bassori.

## Fiche technique
- Titre original : La Femme au couteau
- Titre anglais ou international : The Woman with the Knife
- Réalisation : Timité Bassori
- Assistants-réalisateurs : Philippe Gam, Emmanuel Kouadio
- Photographie : Ivan Baguinoff
- Son : Pascal Kouassy
- Maquillage : Gertrude Mockey
- Costumes : La Reine Pokou
- Montage :  Guy Ferrant
- Production : Société Ivoirienne de Cinéma, Hua Films
- Pays d’origine :  Côte d'Ivoire
- Langue originale : français
- Format : noir et blanc — 35 mm — son Mono
- Durée : 80 minutes

## Distribution
- Timité Bassori : l'homme
- Marie Vieyra : la femme au couteau
- Danielle Alloh : la fiancée
- Tim' Sory
- Emmanuel Diaman
- Renée Ayépa
- Joséphone Lopes
- Marie-Jeanne Sako
- Bertin Kouacou
- Ernest Iriébi
- Jean Koffi Tapen
- Bienvenu Neba Roberts
- Attawa Mathieu
- François Yapobi